# Кабо (город)
Кабо — город в Центральноафриканской Республике, в префектуре Уам, где является центром одной из её пяти субпрефектур. Население — 19 384 чел. (2013).

## География и климат
Город расположен на севере страны, недалеко от границы с Чадом и в 365 от столицы страны, Банги (по прямой; по автодороге — от 420 до 456 км).
| Показатель                                           | Янв. | Фев. | Март | Апр. | Май  | Июнь | Июль | Авг. | Сен. | Окт. | Нояб. | Дек. | Год  |
| ---------------------------------------------------- | ---- | ---- | ---- | ---- | ---- | ---- | ---- | ---- | ---- | ---- | ----- | ---- | ---- |
| Средний суточный максимум, °C                        | 34,5 | 36,2 | 36,4 | 35,0 | 33,4 | 31,6 | 30,2 | 31,1 | 31,1 | 32,4 | 33,4  | 33,6 | 33,2 |
| Средняя температура, °C                              | 23,4 | 25,3 | 27,4 | 27,4 | 26,6 | 25,4 | 24,7 | 25,5 | 25,1 | 25,8 | 24,4  | 23,2 | 25,4 |
| Средний суточный минимум, °C                         | 12,3 | 14,5 | 18,5 | 19,8 | 19,8 | 19,2 | 19,3 | 19,9 | 19,2 | 18,2 | 15,4  | 12,8 | 17,4 |
| Норма осадков, мм                                    | 0    | 3    | 28   | 65   | 114  | 160  | 227  | 251  | 230  | 138  | 11    | 1    | 1128 |
| Источник: http://en.climate-data.org/location/52856/ |      |      |      |      |      |      |      |      |      |      |       |      |      |

## Население
Численность населения города стабильно растёт: если в 1988 году здесь проживало 11 674 человека, в 2003 — 16 279, то в 2013 — 19 384.

## История
Входил в состав французской колонии Убанги-Шари. С 1960 года — в составе независимой Центральноафриканской Республики. Столкновения между армией ЦАР и различными повстанческими группировками (Народный фронт за восстановление республики и демократию — People's Army for the Restoration of the Republic and Democracy (PAPRD)) происходили здесь с 1990-х годов, что вынудило многих жителей бежать в соседний Чад. В 2008 году было подписано соглашение о прекращении огня, что позволило беженцам вернуться в родные дома. В конце 2012 года в ходе Гражданской войны в Центральноафриканской Республике город стал ареной боёв между правительственными войсками и мятежниками из SELECA.